# Ronaldo (Fußballspieler, Oktober 1996)
Ronaldo (* 23. Oktober 1996 in Itu; voller Name Ronaldo da Silva Souza) ist ein brasilianischer Fußballspieler.

## Karriere
Ronaldo begann in der Jugend des Paulista FC mit dem Fußballspielen, bevor er Anfang 2013 in die Jugend von Flamengo Rio de Janeiro wechselte. Im November 2015 debütierte Ronaldo in der Série A. Es blieb sein einziger Einsatz in der Saison 2015. Anfang 2016 kam er auf einen Kurzeinsatz in der Staatsmeisterschaft von Rio de Janeiro sowie im August 2016 zu einem Einsatz in der Copa Sudamericana, während er anschließend in der Série-A-Spielzeit 2016 nicht zum Einsatz kam. Anfang 2017 wurde Ronaldo dreimal (kein Tor) beim Gewinn der Staatsmeisterschaft von Rio de Janeiro eingesetzt, in der Série A kam er jedoch erneut nicht zum Einsatz. Im September 2017 wurde Ronaldo bis zum Ende der Série-A-Spielzeit 2017 an Atlético Goianiense ausgeliehen. Dort kam er zu neun Einsätzen (ein Tor), konnte den Abstieg des Klubs in die Série B jedoch nicht verhindern.
Nach seiner Rückkehr zu Flamengo Anfang 2018 kam Ronaldo zu vier Einsätzen in der Staatsmeisterschaft. Danach fand er sich von März bis Dezember lediglich achtmal auf der Reservebank ohne Einsatz wieder. Zur Saison 2019 wurden seine Einsätze regelmäßiger. Trotzdem wurde er Anfang Juli an den Ligakonkurrenten EC Bahia bis Februar 2021 ausgeliehen. Am 23. Juli 2021 ging er nach Asien, wo er in Japan einen Vertrag beim Erstligisten Shimizu S-Pulse in  Shimizu unterschrieb. Am Ende der Saison 2022 musste er mit dem Verein als Tabellenvorletzter in die zweite Liga absteigen.

## Titel
Flamengo
- Staatsmeisterschaft von Rio de Janeiro: 2017, 2019
- Taça Rio: 2019